# Tatarsundet
Tatarsundet (kinesiska: 韃靼海峽; japanska: 間宮海峡; ryska: Татарский пролив) är ett 800 kilometer långt sund mellan ön Sachalin och asiatiska fastlandet. Sundet förbinder Ochotska havet i norr med Japanska havet i söder.
Sundet räknas med sin längd som världens längsta sund. Det får sin längd genom att den 948 kilometer långa Sachalin sträcker sig rakt norr–söder, längs med östkanten av fastlandet. Endast i söder och längst i norr breder de japanska respektive japanska haven ut sig väster om Sachalins västkust.
Tatarsundet är som minst 8 kilometer brett. Över den sträckan av sundet är en oljeledning utlagd.